# Stångsjön (Bjurholms socken, Ångermanland)
Stångsjön är en sjö i Bjurholms kommun i Ångermanland och ingår i Gideälvens huvudavrinningsområde. Sjön har en area på 0,175 kvadratkilometer och ligger 238 meter över havet.

## Delavrinningsområde
Stångsjön ingår i det delavrinningsområde (709031-163316) som SMHI kallar för Mynnar i Gideälven. Medelhöjden är 306 meter över havet och ytan är 18,81 kvadratkilometer. Det finns inga avrinningsområden uppströms utan avrinningsområdet är högsta punkten. Vattendraget som avvattnar avrinningsområdet har biflödesordning 2, vilket innebär att vattnet flödar genom totalt 2 vattendrag innan det når havet efter 92 kilometer. Avrinningsområdet består mestadels av skog (68 procent) och sankmarker (14 procent). Avrinningsområdet har 0,27 kvadratkilometer vattenytor vilket ger det en sjöprocent på 1,4 procent.